# Mikio Oda Memorial Athletics Meet 2023
Das Mikio Oda Memorial Athletics Meet 2023 war eine Leichtathletik-Veranstaltung, die am 29. April 2023 im Mazda Zoom-Zoom Stadium in Hiroshima stattfand. Es war Teil der World Athletics Continental Tour und zählt zu den Bronze-Meetings, der dritthöchsten Kategorie dieser Leichtathletik-Serie.

## Resultate

### Männer

#### 100 m
| Platz | Athlet            | Land | Zeit (s) |
| ----- | ----------------- | ---- | -------- |
| 1     | Hiroki Yanagita   | JPN  | 10,25    |
| 2     | Yang Chun-Han     | TPE  | 10,25    |
| 3     | Akihiro Higashida | JPN  | 10,26    |
| 4     | Ippei Takeda      | JPN  | 10,27    |
| 5     | Yoshihide Kiryū   | JPN  | 10,29    |
| 6     | Shodai Hirano     | JPN  | 10,31    |
| 7     | Shōtō Uno         | JPN  | 10,40    |
| 8     | Kotaro Ito        | JPN  | 10,46    |

Besten acht aus zwei Finalläufen

#### 1500 m
| Platz          | Athlet              | Land | Zeit (min) |
| -------------- | ------------------- | ---- | ---------- |
| 1              | Nanami Arai         | JPN  | 3:40,24    |
| 2              | Abraham Guem        | SSD  | 3:40,29    |
| 3              | Yūsuke Takahashi    | JPN  | 3:40,44    |
| 4              | Kazuki Kawamura     | JPN  | 3:40,59    |
| 5              | Masato Saiki        | JPN  | 3:40,62    |
| 6              | Ryōji Tatezawa      | JPN  | 3:41,37    |
| 7              | Rikuto Ijima        | JPN  | 3:42,23    |
| 8              | Peter Kibui Wangari | KEN  | 3:43,60    |
| 9              | Keisuke Morita      | JPN  | 3:45,17    |
| 10             | Yudai Noguchi       | JPN  | 3:45,74    |
| 11             | Naoto Katayama      | JPN  | 3:48,49    |
| 12             | Hiroto Takamura     | JPN  | 3:51,75    |
| 13             | Yūki Yamazaki       | JPN  | 3:54,60    |
|                | Soma Matsumoto      | JPN  | DNF        |
| Hinata Shimizu | JPN                 | DNF  |            |

#### 5000 m
| Platz | Athlet          | Land | Zeit (min) |
| ----- | --------------- | ---- | ---------- |
| 1     | Keita Satoh     | JPN  | 13:27,04   |
| 2     | Daniel Ndiritu  | KEN  | 13:27,43   |
| 3     | Takato Suzuki   | JPN  | 13:29,21   |
| 4     | Ayumu Kobayashi | JPN  | 13:30,65   |
| 5     | Ryūji Miura     | JPN  | 13:35,00   |
| 6     | Dan Kiplangat   | KEN  | 13:35,46   |
| 7     | Hazuma Hattori  | JPN  | 13:37,72   |
| 8     | Hiroto Yoshioka | JPN  | 13:39,84   |
| 9     | Victor Kimutai  | KEN  | 13:40,69   |
| 10    | Takuma Sunaoka  | JPN  | 13:50,82   |

Besten zehn aus zwei Finalläufen

#### 110 m Hürden
| Platz | Athlet                | Land | Zeit (s) |
| ----- | --------------------- | ---- | -------- |
| 1     | Shuhei Ishikawa       | JPN  | 13,43    |
| 2     | Shunya Takayama       | AUS  | 13,47    |
| 3     | Ryō Tokuoka           | JPN  | 13,57    |
| 4     | Taiga Yokochi         | JPN  | 13,60    |
| 5     | Higashi Ishida-Thomas | JPN  | 13,62    |
| 6     | Jacob McCorry         | AUS  | 13,65    |
| 7     | Shūsei Nomoto         | JPN  | 13,72    |
| 8     | Chen Kuei-ru          | TPE  | 13,82    |

Besten acht aus zwei Finalläufen

#### 3000 m Hindernis
| Platz | Athlet            | Land | Zeit (min) |
| ----- | ----------------- | ---- | ---------- |
| 1     | Ryōma Aoki        | JPN  | 8:35,60    |
| 2     | Philemon Ruto     | KEN  | 8:36,33    |
| 3     | Seiya Sunada      | JPN  | 8:36,35    |
| 4     | Taiju Nishikata   | JPN  | 8:36,47    |
| 5     | Yuto Urata        | JPN  | 8:37,11    |
| 6     | Aoi Matsumoto     | JPN  | 8:39,45    |
| 7     | Hibiki Obara      | JPN  | 8:43,03    |
| 8     | Hironori Tsuetaki | JPN  | 8:45,29    |
| 9     | Kento Uchida      | JPN  | 8:47,11    |
| 10    | . Bal Kishan      | IND  | 8:47,71    |

Auswahl der besten zehn von 18 Athleten.

#### Stabhochsprung
| Platz | Athlet            | Land | Höhe (m) |
| ----- | ----------------- | ---- | -------- |
| 1     | Atsushi Haraguchi | JPN  | 5,20     |
| 2     | Takuma Ishikawa   | JPN  | 5,20     |
| 2     | Shunto Ozaki      | JPN  | 5,20     |
| 4     | Seito Yamamoto    | JPN  | 5,20     |
| 5     | Deryk Theodore    | CAN  | 5,00     |
| 5     | Naoki Kobayashi   | JPN  | 5,00     |
| 5     | Sota Ishimaro     | JPN  | 5,00     |
| 5     | Tomoya Karasawa   | JPN  | 5,00     |
| 9     | Hiroto Shinotsuka | JPN  | 5,00     |

#### Dreisprung
| Platz | Athletin           | Land | Weite (m) |
| ----- | ------------------ | ---- | --------- |
| 1     | Abdulla Aboobacker | IND  | 16,31     |
| 2     | Aiden Hinson       | AUS  | 16,18     |
| 3     | Hikaru Ikehata     | JPN  | 16,14     |
| 4     | Yuki Yamashita     | JPN  | 15,79     |
| 5     | Manato Miyao       | JPN  | 15,76     |
| 6     | Taiga Oda          | JPN  | 15,34     |
| 7     | Yutaro Matsushita  | JPN  | 15,11     |
| 8     | Yutaro Kurogi      | JPN  | 15,08     |

Besten acht aus elf Teilnehmern

#### Speerwurf
| Platz | Athlet            | Land | Weite (m) |
| ----- | ----------------- | ---- | --------- |
| 1     | Genki Dean        | JPN  | 77,94     |
| 2     | Kenji Ogura       | JPN  | 77,45     |
| 3     | Ryōhei Arai       | JPN  | 77,11     |
| 4     | Yuta Sakiyama     | JPN  | 75,58     |
| 5     | Rikinari Ishizaki | JPN  | 73,79     |
| 6     | Tatsuya Sakamoto  | JPN  | 73,58     |
| 7     | Cheng Chao-tsun   | TPE  | 72,61     |
| 8     | Huang Shih-feng   | TPE  | 71,30     |

Besten acht aus zwölf Teilnehmern

### Frauen

#### 100 m
| Platz | Athletin       | Land | Zeit (s) |
| ----- | -------------- | ---- | -------- |
| 1     | Riley Day      | AUS  | 11,52    |
| 2     | Remi Tsuruta   | JPN  | 11,55    |
| 3     | Kristina Knott | PHI  | 11,63    |
| 4     | Georgia Harris | AUS  | 11,64    |
| 5     | Mei Kodama     | JPN  | 11,77    |
| 6     | Yuna Miura     | JPN  | 12,02    |
| 7     | Serina Kudo    | JPN  | 11,82    |
| 8     | Symone Darius  | USA  | 11,83    |

Besten acht Athletinnen aus zwei Finalläufen

#### 1500 m
| Platz | Athletin          | Land | Zeit (min) |
| ----- | ----------------- | ---- | ---------- |
| 1     | Yume Gotō         | JPN  | 4:18,06    |
| 2     | Mizuki Michishita | JPN  | 4:19,47    |
| 3     | Saki Katagihara   | JPN  | 4:20,18    |
| 4     | Ayano Ide         | JPN  | 4:21,38    |
| 5     | Runa Shoji        | JPN  | 4:21,86    |
| 6     | Akira Matsui      | KEN  | 4:24,85    |
| 7     | Maki Izumida      | JPN  | 4:26,33    |
| 8     | Natsuki Izuka     | JPN  | 4:33,94    |

Besten acht aus elf Athletinnen

#### 5000 m
| Platz | Athletin        | Land | Zeit (min) |
| ----- | --------------- | ---- | ---------- |
| 1     | Teresia Gateri  | KEN  | 15:13,41   |
| 2     | Esther Wambui   | KEN  | 15:22,66   |
| 3     | Rebecca Mwangi  | KEN  | 15:23,16   |
| 4     | Esther Muthoni  | KEN  | 15:24,10   |
| 5     | Naomi Mussoni   | KEN  | 15:28,40   |
| 6     | Wakana Kabasawa | JPN  | 15:28,79   |
| 7     | Yuma Yamamoto   | JPN  | 15:30,70   |
| 8     | Ankita Dhyani   | IND  | 15:33,24   |

Besten 20 aus zwei Finalläufen

#### 100 m Hürden
| Platz | Athlet           | Land | Zeit (s) |
| ----- | ---------------- | ---- | -------- |
| 1     | Yumi Tanaka      | JPN  | 12,97    |
| 2     | Masumi Aoki      | JPN  | 12,98    |
| 3     | Mako Fukube      | JPN  | 13,02    |
| 4     | Hitomi Shimura   | JPN  | 13,20    |
| 5     | Chisato Kiyoyama | JPN  | 13,24    |
| 6     | Yuri Okubo       | JPN  | 13,36    |
| 7     | Manaka Shibata   | JPN  | 13,41    |
| 8     | Yuki Omatsu      | JPN  | 13,43    |

Besten acht Athletinnen aus zwei Finalläufen

#### 3000 m Hindernis
| Platz | Athlet           | Land | Zeit (min) |
| ----- | ---------------- | ---- | ---------- |
| 1     | Georgia Winkcup  | AUS  | 09:46,27   |
| 2     | Manami Nishiyama | JPN  | 09:56,90   |
| 3     | Yuzu Nishide     | JPN  | 10:05,04   |
| 4     | Reimi Yoshimura  | JPN  | 10:19,94   |
| 5     | Soyoka Segawa    | JPN  | 10:33,73   |
| 6     | Yuki Akiyama     | JPN  | 10:35,42   |
| 7     | Ayaka Koike      | JPN  | 10:37,56   |
| 8     | Kasumi Shirai    | JPN  | 10:47,55   |

Besten acht aus zehn Athletinnen

#### Hochsprung
| Platz | Athletin         | Land | Höhe (m) |
| ----- | ---------------- | ---- | -------- |
| 1     | Nagisa Takahashi | JPN  | 1,80     |
| 2     | Jhang Chiau-yin  | TPE  | 1,74     |
| 3     | Li Ching-ching   | TPE  | 1,74     |
| 4     | Erin Shaw        | AUS  | 1,71     |
| 5     | Natsumi Aoyama   | JPN  | 1,71     |
| 6     | Haruna Umehara   | JPN  | 1,68     |
| 7     | Kaede Ito        | JPN  | 1,68     |
| 8     | Ayane Morokuma   | JPN  | 1,68     |
| 8     | Yaya Hosoda      | JPN  | 1,68     |

Besten acht aus 14 Athletinnen

#### Dreisprung
| Platz | Athletin             | Land | Weite (m) |
| ----- | -------------------- | ---- | --------- |
| 1     | Mariko Morimoto      | JPN  | 13,68     |
| 2     | Maoko Takashima      | JPN  | 13,64     |
| 3     | Akari Funada         | JPN  | 13,40     |
| 4     | Miu Kishino          | JPN  | 12,81     |
| 5     | Annabelle Parmegiani | AUS  | 12,80     |
| 6     | Kayla Cuba           | AUS  | 12,71     |
| 7     | Sakura Uchiyama      | JPN  | 12,61     |
| 8     | Sayaka Nakamura      | JPN  | 12,58     |

Besten acht aus zwölf Athletinnen

#### Speerwurf
| Platz | Athletin         | Land | Weite (m) |
| ----- | ---------------- | ---- | --------- |
| 1     | Haruka Kitaguchi | JPN  | 64,50     |
| 2     | Marina Saitō     | JPN  | 62,07     |
| 3     | Mahiro Osa       | JPN  | 57,95     |
| 4     | Kihou Kuze       | JPN  | 57,62     |
| 5     | Momone Ueda      | JPN  | 56,37     |
| 6     | Momoko Tsuji     | JPN  | 54,28     |
| 7     | Orie Ushiro      | JPN  | 51,71     |